# Trilobiti
Trilobíti ali trókrparji (znanstveno ime Trilobita) so izumrli morski členonožci. Pojavili so se v kambriju in so živeli do poznega paleozoika, ko so počasi izumrli. Zadnja vrsta trilobitov je izumrla ob velikem izumrtju na koncu perma pred 250 milijoni let. Trilobiti so tako naseljevali planet Zemlja vsaj nekako 300 milijonov let.
Trilobiti so dobro znani in so morda druga najbolj znana fosilna skupina za dinozavri. So najbolj raznolika skupina živalskih vrst ohranjenih v fosilih. Sestavljajo devet (ali morda deset) redov in prek 15.000 vrst. Trilobite trenutno skupaj s pipalkarji (Chelicerata) uvrščamo v podskupino členonožcev Arachnomorpha.
Večina trilobitov je bila preprostih in majhnih morskih bitij, ki so hodila po morskem dnu vzdolž obale ali plavala. Najmanjši trilobiti so živeli podobno kot plankton. Velikost trilobitov je bila od 4 do 10 cm, nekatere vrste pa so bile tudi manjše, celo velikosti 0,5 mm, pa tudi večje do 75 cm. Trilobiti so se hranili z drugimi živalmi ali pa so filtrirali organske odpadke iz blata.

## Bibliogradija
- Fortey, Richard (2000), Trilobite: Eyewitness to Evolution, New York: Vintage Books, ISBN 978-0-375-70621-9
- Lawrence, Pete (2014), Trilobites of the World: An atlas of 1000 photographs, Manchester: Siri Scientific Press, ISBN 978-0-9574530-3-6, arhivirano iz prvotnega spletišča dne 8. marca 2014, pridobljeno 15. aprila 2014
- Levi-Setti, Riccardo (2014), The Trilobite Book: A Visual Journey, Chicago: University of Chicago Press, Bibcode:2014tbvj.book.....L, ISBN 978-0-226-12441-4